# スタートレックV 新たなる未知へ
『スタートレックV 新たなる未知へ』（スタートレックファイブ あらたなるみちへ、Star Trek V: The Final Frontier）は、1989年のアメリカ映画。『宇宙大作戦』のレギュラーを中心とした『スタートレック』の劇場版第5作。劇場公開時の邦題は『スター・トレック5 新たなる未知へ』。

## ストーリー
放置されていた入植地惑星：ニンバス3号星で謎のバルカン人サイボックが「神」に会うために人類未踏の地グレートバリアに向かうべく反乱を企てる。宇宙戦艦を手に入れるため地球人、ロミュラン人、クリンゴン人を人質に取り救出に訪れたU.S.S.エンタープライズ号を乗っ取ってしまう。彼はマインドコントロールによる精神的苦痛からの解放によって乗組員達を洗脳し次々に自分の仲間にしてゆくが、カーク、スポック、マッコイたちは辛うじてその誘惑を振り払う。不本意ではあるが、「最後の開拓地宇宙」その最大の謎を解明する航海に出たエンタープライズ号はやがて「神」のいる惑星「シャカリー」に到着する。

## 作品解説
本作はウィリアム・シャトナー初監督作品である。前作『スタートレックIV 故郷への長い道』が大成功を収めたが、その次回作である本作においてシャトナー監督が推すストーリーにパラマウントは難色を示し、製作費は前作から据え置きになった。一方で出演者のギャラがかなり増額することになり、本作では特殊撮影からILMを外すなどの予算削減措置が取られた。
劇場公開は『新スタートレック』第2シーズン終盤が放送されている時期であり、当初は客足も良かったものの次第に落ち込み、結局売り上げは前作の半分以下になった。ビデオの売り上げによってようやく採算を取り戻したといわれる。
本作は英語のサブタイトルのごとくシリーズ最後の作品と宣伝されたが、熱狂的ファンが抗議集会を開くなど不評であったこと、実際に1989年のゴールデンラズベリー賞の最低作品賞・最低監督賞・最低主演男優賞を受賞してしまったこと、北米での興行成績が前作比約1千万ドル減という結果に終わったことから、結局は6作目がオリジナルシリーズ最後の作品として製作されることになった。
前作では、クリンゴン大使が会議で「カークあるかぎり宇宙に平和はない」と捨て台詞を吐き退場、惑星連邦とクリンゴン間の対立が決定的になった一方、同時期に放送開始されたテレビの『新スタートレック』では、1世紀後にクリンゴン人のウォーフがエンタープライズ号に乗艦している。よって本作の終盤には、クリンゴン人との和解も描かれている。だが続く6作目『スタートレックVI_未知の世界』では、冒頭でカークのクリンゴン人に対する反感および、惑星連邦とクリンゴン間の対立構造が4作目の時点から続いているような演出となっている。
ブリッジセット等、スタートレック4撮影時に使用されて保管されていたものをリファインし再使用するためスタジオの外に出しておいたところ、当日の深夜の暴風雨により水浸しになってしまい、ほぼ使えなくなってしまったため、ほぼ作り直されることになった。作り直される前はカーペットが敷かれていたり、全体的に暖色系のカラーが使用されている等、エンタープライズDのブリッジの雰囲気に近いものであった。
禁断の地シャカリーのクライマックスでは、当初カークがロックマンというモンスターと対決する構想であった。そのため、特殊スーツの製作とテスト撮影が行われたが、本編では不採用になった。DVDとブルーレイにはそのテスト映像が収録されている。

## 登場人物

### ゲストキャラクター
サイボック
スポックの異母兄。バルカンを追放されていた。
コード
クリンゴン将軍。かつての名指揮官だが、ニンバス3号星に隠居している。

## キャスト
| 役名                         | テレビ版での役名 （日本） | 俳優                                              | 日本語版    | 日本語版                                                                             |
| 役名                         | テレビ版での役名 （日本） | 俳優                                              | 機内上映版  | ソフト版                                                                             |
| ---------------------------- | ------------------------- | ------------------------------------------------- | ----------- | ------------------------------------------------------------------------------------ |
| ジェームズ・カーク           | カーク船長                | ウィリアム・シャトナー                            | 筈見純      | 矢島正明                                                                             |
| スポック                     | Mr.スポック               | レナード・ニモイ                                  | 仁内建之    | 菅生隆之                                                                             |
| レナード・マッコイ           | Dr.マッコイ               | ディフォレスト・ケリー                            | 嶋俊介      | 小島敏彦                                                                             |
| モンゴメリー・スコット       | チャーリー                | ジェームズ・ドゥーアン                            | 島香裕      | 小林修                                                                               |
| ウフーラ                     | ウラ                      | ニシェル・ニコルズ                                | 竹口安芸子  | 朴璐美                                                                               |
| ヒカル・スールー             | 加藤                      | ジョージ・タケイ                                  | 牛山茂      | 坂東尚樹                                                                             |
| パベル・チェコフ             | チェコフ                  | ウォルター・ケーニッグ                            | 西村知道    | 樫井笙人                                                                             |
| サイボック                   |                           | ローレンス・ラッキンビル                          | 大木民夫    | 小林勝彦                                                                             |
| ジョン・タルボット           |                           | デイヴィッド・ワーナー                            | 吉水慶      | 手塚秀彰                                                                             |
| ケイスリン・ダー             |                           | シンシア・ゴウ                                    | 小宮和枝    | 渡辺美佐                                                                             |
| 神                           |                           | ジョージ・マードック                              | 藤本譲      | 大平透                                                                               |
| コード（クリンゴン将軍）     |                           | チャールズ・クーパー                              | 小関一      | 松井範雄                                                                             |
| クラー（クリンゴン艦長）     |                           | トッド・ブライアント                              | 大塚明夫    | 斎藤志郎                                                                             |
| ヴィクシス（クリンゴン副長） |                           | スパイス・ウィリアムズ                            | 火野カチコ  | 藤生聖子                                                                             |
| ジョン                       |                           | レックス・ホルマン                                | 広瀬正志    |                                                                                      |
| ボブ（宇宙艦隊参謀長）       |                           | ハーヴ・ベネット                                  | 伊井篤史    | 村松康雄                                                                             |
| その他声の出演               | その他声の出演            | その他声の出演                                    |             | 多田野曜平 根本泰彦 落合弘治 吉川亜紀子 石井隆夫 戸部順子 小池浩司 濱野基彦 山崎祐輔 |
| 日本語版制作スタッフ         |                           |                                                   |             |                                                                                      |
| 演出                         | 演出                      | 演出                                              | 伊達康将    | 佐藤敏夫                                                                             |
| 翻訳                         | 翻訳                      | 岡枝慎二（劇場用字幕） 木原たけし（ソフト用字幕） | 島伸三      | 島伸三                                                                               |
| 調整                         | 調整                      | 調整                                              |             | 上村利秋                                                                             |
| 制作                         | 制作                      | 制作                                              |             | スタジオ・エコー                                                                     |
| ソフト収録                   | ソフト収録                | ソフト収録                                        | LD・DVD収録 | DVD・BD収録                                                                          |

- 機内上映版：クリンゴン語のセリフも全て日本語に吹替られている。キャラクターの呼称は原音に倣ったスコット、ウーラ、スルになっている。（ステレオ音声）
- ソフト版：クリンゴン語のセリフは原音流用。キャラクターの呼称は従来の吹替版を踏襲したチャーリー、ウラ、加藤になっている。（5.1chサラウンド音声）

## スタッフ
- 監督：ウィリアム・シャトナー
- 製作：ハーブ・ベネット
- 音楽：ジェリー・ゴールドスミス
- SFX：ブラン・フェレン
- 創作 顧問：ジーン・ロッデンベリー

## 受賞
- 第10回ゴールデンラズベリー賞（1989年）
  - 受賞：最低作品賞
  - 受賞：最低主演男優賞 - ウィリアム・シャトナー
  - 受賞：最低監督賞 - ウィリアム・シャトナー
  - ノミネート：最低脚本賞
  - ノミネート：最低助演男優賞 - デフォレスト・ケリー
  - ノミネート：1980年代最低作品賞